# 高斯福大宅謀殺案
《高斯福大宅謀殺案》（英語：Gosford Park）是一部2001年的英国劇情電影，由勞勃·阿特曼執導。如阿特曼其他的電影一樣，此電影的演員陣容鼎盛，包羅了英美兩地的著名實力派演員。電影即叫好又賣座，不仅在票房上取得成功，艺术上也大受好評，更獲提名及贏得不少獎項。
電影以1930年代初的英國為背景，描述一個英國貴族家庭（及其親友）到他們鄉間別墅打獵時發生的故事，亦藉此顯示出英國上流社會和僕人兩個階級之間的對比。電影表面上是拍攝上流社會的故事，但其實所有鏡頭都有僕人在內，觀眾完全看不到貴族沒有僕人時的生活。

## 角色

### 貴族家庭及其親友
- 邁可·坎邦（Michael Gambon） 飾 William McCordle爵士，一名cad（英语：cad (character)）
- 克莉斯汀·史考特·湯瑪斯 飾 Sylvia McCordle夫人，William的妻子
- 卡蜜拉·魯特佛（英语：Camilla Rutherford） 飾 Isobel McCordle，William及Sylvia的女兒
- 娜塔莎·懷曼（英语：Natasha Wightman） 飾 Lavinia Meredith夫人，Louisa及Sylvia的姊妹
- 湯姆·荷蘭德 飾 Anthony Meredith少校，Lavinia的丈夫
- 吉拉汀·索瑪非（英语：Geraldine Somerville） 飾 Louisa，Lady Stockbridge，Lavinia及Sylvia的姊妹
- 查理·丹斯 飾 Raymond，Lord Stockbridge，Louisa的丈夫
- 瑪姬·史密芙 飾 Constance，特倫森伯爵夫人（Countess of Trentham），Sylvia、Louisa及Lavinia的姑母（aunt）
- 詹姆斯·威比（英语：James Wilby） 飾 The Hon. Freddie Nesbitt，一名rake
- 克勞德·布拉克利（英语：Claudie Blakley） 飾 Mabel Nesbitt，Freddie Nesbitt的妻子
- 勞倫斯·福克斯 飾 Lord Rupert Standish，某侯爵的幼子，Sylvia請他來與Isobel相親
- 特伦特·福特（英语：Trent Ford） 飾 Jeremy Blond，Lord Rupert的朋友
- 潔瑞米·諾森 飾 愛華·怒維路（英语：Ivor Novello），演員，亦是William的遠房親戚
- 鮑勃·巴拉班 飾 Morris Weissman，荷里活監製

### 僕從
- 艾倫·貝茲（英语：Alan Bates） 飾 Jennings，男管家
- 海倫·美蘭 飾 Mrs. Wilson，女管家
- 艾琳·阿特金斯 飾 Croft太太，廚子
- 戴瑞克·傑寇比 飾 Probert，Sir William的近身男僕／親隨（英语：valet）
- 瑞恩·菲利普 飾 Henry Denton，Morris Weissman的男僕，但原來是演員
- 艾蜜莉·華特森 飾 Elsie，女僕之首（head housemaid），Sir William其中一個情人
- 李察·葛蘭 飾 George，男僕（英语：footman）
- 克萊夫·歐文 飾 羅伯特·帕克斯（Robert Parks），Lord Stockbridge的近身男僕／親隨
- 凱莉·麥唐納 飾 Mary Maceachran，Lady Trentham的貼身女僕（英语：lady's maid）
- Sophie Thompson（英语：Sophie Thompson） 飾 Dorothy，食品貯藏室女僕（英语：Still room maid）
- Meg Wynn Owen（英语：Meg Wynn Owen） 飾 Lewis，Lady Sylvia的貼身女僕
- Jeremy Swift（英语：Jeremy Swift） 飾 Arthur，男僕
- Adrian Scarborough（英语：Adrian Scarborough） 飾 Barnes，Commander Meredith的近身男僕／親隨
- Teresa Churcher（英语：Teresa Churcher） 飾 Bertha，廚房女僕（英语：kitchen maid）

### 訪客
- 史蒂芬·弗莱 飾 Thompson督察，警察
- Ron Webster（英语：Ron Webster (actor)） 飾 Dexter警員，Thompson的助手

## 外部連結
- 互联网电影数据库（IMDb）上《高斯福大宅謀殺案》的资料（英文）
- 爛番茄上《高斯福大宅謀殺案》的資料（英文）
- 豆瓣电影上《高斯福大宅謀殺案》的資料 （简体中文）